# ميشال بيزو (مترو باريس)
ميشال بيزو (بالفرنسية: Michel Bizot)‏ هي محطة مترو تابعة لمترو باريس تقع في فرنسا في الدائرة الثانية عشرة في باريس.[بحاجة لمصدر]